# Treubia insignis
Treubia insignis är en bladmossart som beskrevs av Karl von Goebel. Treubia insignis ingår i släktet Treubia och familjen Treubiaceae. Inga underarter finns listade i Catalogue of Life.